# Кадубовецька сільська територіальна громада
Кадубовецька сільська громада — територіальна громада України, в Чернівецькому районі Чернівецької області. Адміністративний центр — село Кадубівці.
Площа громади —  км², населення —  мешканців (2018).
Утворена 2019 року шляхом об'єднання Кадубовецької, Кулівецької, Репужинецької та Хрещатицької сільських рад Заставнівського району. У 2020 році приєднались Василівська та Чуньківська сільські ради.

## Населені пункти
До складу громади входять 6 сіл: Василів, Кадубівці. Кулівці, Репужинці, Хрещатик та Чуньків.